# Speyside
Die Speyside ist eine Region entlang des Flusses Spey in Schottland. Sie stellt keine geographische oder politisch-verwaltungstechnische Region dar. Vielmehr dient sie der regionalen Zusammenfassung von ungefähr 50 zurzeit produzierenden schottischen Whisky-Brennereien und der Abgrenzung gegenüber anderen Brennereien in Schottland. In der Speyside hergestellte Whiskys sollen eine gemeinsame Charakteristik haben: eher rund und fein, wenig bis gar nicht getorft. Die Speyside gilt als zentrale Whisky-Region Schottlands, da hier nicht nur die meisten und produktivsten Brennereien liegen, sondern auch Mälzereien, Böttchereien, Blender oder (unabhängige) Abfüllbetriebe.
Viele der Speyside-Brennereien liegen nur wenige Kilometer voneinander entfernt; manche liegen in unmittelbarer Nachbarschaft wie in den Orten Dufftown (mitunter als heimliche Whisky-Hauptstadt bekannt), Elgin oder Rothes. Einige bekannte Destillerien der Speyside sind Aberlour, Cragganmore, The Glenlivet, Glenfiddich, Glen Grant, Glenfarclas, Knockando oder Macallan. Auch der Malt Whisky Trail liegt innerhalb der Speyside – das ist eine touristische Route, die acht der bekannteren Brennereien und eine Böttcherei verbindet.
Als andere Whisky-Regionen Schottlands gelten die Lowlands, die Highlands und die Insel Islay. Mitunter werden hierzu noch eine Region der Inseln oder die Stadt Campbeltown genannt. Speyside zählt zwar zur geographischen Region Highlands, wird aber als eigene Whisky-Region betrachtet.
Das Gebiet der Speyside umfasst ungefähr das heutige Verwaltungsgebiet (Council Areas) Moray beziehungsweise die traditionellen Grafschaften Morayshire und Banffshire.
Eine einzelne, 1990 erbaute Brennerei in Drumguish trägt ebenfalls den Namen Speyside bzw. The Speyside. Der hier produzierte Whisky wird als Single-Malt-Whisky unter den Namen Speyside und Drumguish verkauft.
Abgesehen von Whiskey ist die Region auch für die aus der Stadt Aberlour stammende Bäckerei Walkers bekannt, insbesondere deren Shortbread.